# Адат (движение)
Адат (от чечен. «Ӏадат» — «обычай») — чеченское оппозиционное движение, возглавляемое Ибрагимом Янгулбаевым. Получило известность благодаря телеграм-каналу «1ADAT», авторы которого критикуют главу Чеченской Республики Рамзана Кадырова. Адат утверждает, что выступает за «прекращение геноцида чеченского народа, объединение чеченского народа и деоккупацию Чечни». Материалы канала были признаны российским судом экстремистскими, а все движение — экстремистской организацией в России.

## История
Движение было основано в апреле 2020 года первоначально как телеграм-канал. Её лидер — Ибрагим Янгулбаев (1994 года рождения) из семьи Янгулбаевых. Его отец Саиди Янгулбаев — известный в республике бывший судья, покинувший страну в начале 2022 года после ареста жены Заремы Мусаевой.
31 января 2022 года Грозненский суд объявил Ибрагима Янгулбаева в розыск. 12 мая 2022 года телеграм-канал «1АДАТ» был признан Верховным судом Чеченской Республики экстремистским. Ранее по иску прокуратуры публикации в телеграм-канале движения были признаны экстремистскими. 11 июля 2022 года движение было включено в список запрещённых организаций Минюстом России. Вскоре движение было внесено в Федеральный список экстремистских организаций под номером 92. С угрозами в адрес семьи Янгулбаевых выступил глава Чечни Рамзан Кадыров. Он назвал семью «пособниками террористов» и призвал их задерживать, а в случае сопротивления – «убивать». В августе 2022 года появилась информация о том, что Салман Тепсуркаев, модератор телеграм-канала движения, был убит спецслужбами Кадырова.
После объявления мобилизации в России движение заявило, что к его правозащитникам уже поступило много жалоб на похищения мужчин в Чечне и угроз отправить их на войну в Украине. Телеграм-канал движения был одним из рупоров антимобилизационных протестов в Дагестане.
Телеграм-канал является одним из крупнейших чеченских оппозиционных каналов. На движение ссылались многие международные СМИ, её вклад в защиту прав человека в Чечне был отмечен такими государственными органами как Государственный департамент США. Движение занимается постоянным мониторингом ситуации в Чечне. Ежемесячно выкладывается статистика по похищенным и убитым в республике. Проводятся разного рода расследования на разные темы: от нелегальных тюрем до коррупционных схем Рамзана Кадырова.
Канал выступает за независимость Чечни от России.